# Highgate Cemetery

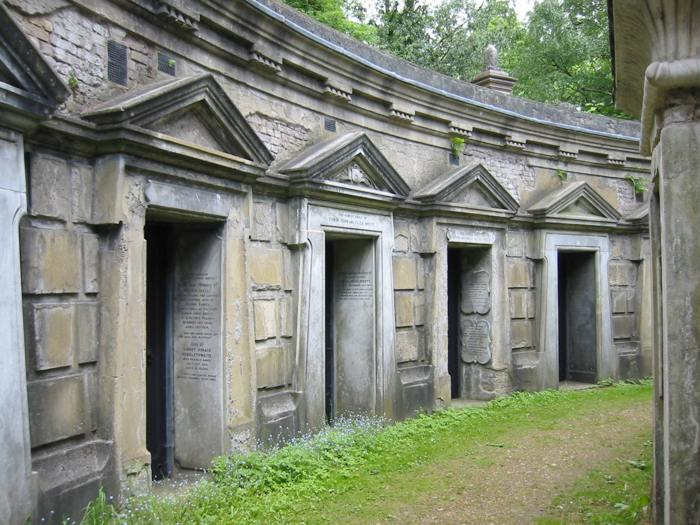
Circle of Lebanon, West Cemetery

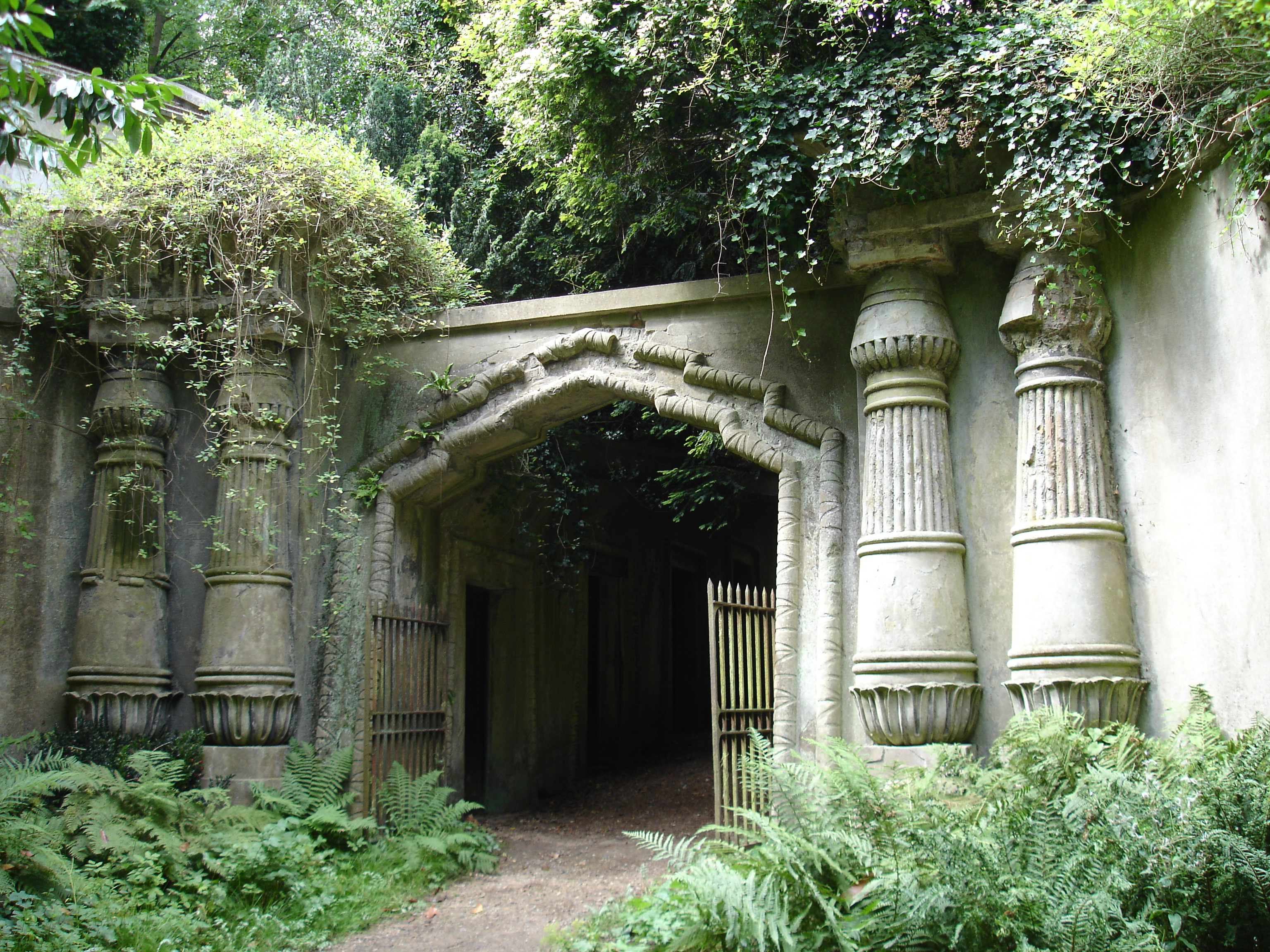
Ingang van de Egyptische Avenue, West Cemetery

Highgate Cemetery is een begraafplaats van Londen (Engeland), vermaard voor haar grote hoeveelheid waardevol Funerair erfgoed. Deze is gelegen in de ten noorden van het stadscentrum gelegen buitenwijk Highgate.

## Geschiedenis
De begraafplaats bestaat uit twee delen: de oudere, ten westen van Swains Lane gelegen 'West Cemetery' en ten oosten van Swains Lane de 'East Cemetery'. Het is aangelegd naar voorbeeld van Cimetière du Père-Lachaise te Parijs. West Cemetery werd in 1839 geopend als een van de Magnificent Seven: zeven grote, moderne begraafplaatsen in de buitenwijken van Londen. Tot die tijd hadden kerkhoven dienstgedaan als begraafplaats, maar door de explosieve groei van de stad was er een gebrek aan ruimte ontstaan.
Highgate werd al snel populair. Iedereen die iets voorstelde, kunstenaars, intellectuelen en leden van rijke Victoriaanse families, wilde er begraven worden. Bovendien lag het op een heuvel waardoor je, geheel conform het geloof van die tijd, dichter bij God begraven werd. Er verrezen in korte tijd vele indrukwekkende grafmonumenten, Gotische tombes en rijkversierde familiegraven. Hierdoor was Highgate ook al snel een plek van ontspanning waar men graag voor z’n plezier of ter contemplatie een wandeling maakte.
Er ontstond al snel ruimtegebrek en daarom werd in 1854 het gebied aan de overzijde van Swains Lane gekocht, dat als de East Cemetery werd ingericht. In dit deel van de begraafplaats kan men nog steeds begraven worden. De West Cemetery daarentegen is in 1975 geheel gesloten en wordt beheerd en tegen vandalisme beschermd door de stichting 'Friends of Highgate Cemetery'. Dit deel van de begraafplaats kan tegenwoordig alleen bezocht worden onder leiding van een gids.

## West Cemetery
De oude, overwoekerde West Cemetery lijkt op een decor van een horrorfilm door z’n rijkdom aan familietombes en standbeelden. De meest lugubere afdeling is de Egyptische Avenue, die men betreedt via een met klimop begroeide poort van pilaren en obelisken. Deze poort wordt ook wel de 'Gateway to the City of Dead' genoemd. In de zogenaamde 'Circle of Lebanon' vindt men enorme mausoleums, waarin soms wel vijftien doden zijn begraven. Dit deel van de begraafplaats vormde een inspiratiebron voor Bram Stoker (1847-1912) bij het schrijven van Dracula (1897).
Op West Cemetery vindt men de graven van veel bekende Engelsen, zoals de natuurkundige Michael Faraday, de kunstenaarsfamilie Rossetti en lesbische auteur Radclyffe Hall, wier graf regelmatig met bloemen en andere vormen van eerbetoon is bedekt.
Begin jaren zeventig werd de Hoge Priester van de British Occult Society David Farrant op West Cemetery gearresteerd. Men trof hem aan tussen geopende graven en bewapend met houten staak en crucifix. Hij had de bedoeling om de 'Highgate Vampier' te doden. Farrant werd tot vier jaar celstraf veroordeeld wegens grafschennis.

### Bekende personen op West Cemetery
- Beryl Bainbridge, schrijver
- Jacob Bronowski, wetenschapper
- John Singleton Copley, Amerikaans schilder
- Catherine Dickens, vrouw van Charles Dickens
- Michael Faraday, chemicus en natuurkundige
- John Galsworthy, schrijver en Nobelprijswinnaar (gecremeerd)
- Radclyffe Hall, schrijver
- Christina Rossetti, dichter
- William Michael Rossetti, medeoprichter van de Prerafaëlieten
- Elizabeth Siddal, vrouw en model van schilder/dichter Dante Gabriel Rossetti
- Jean Simmons, actrice
- George Michael, popzanger, liedjesschrijver en muziekproducent.
- Alexander Litvinenko, Russische dissident, overleden na vergiftiging

## East Cemetery

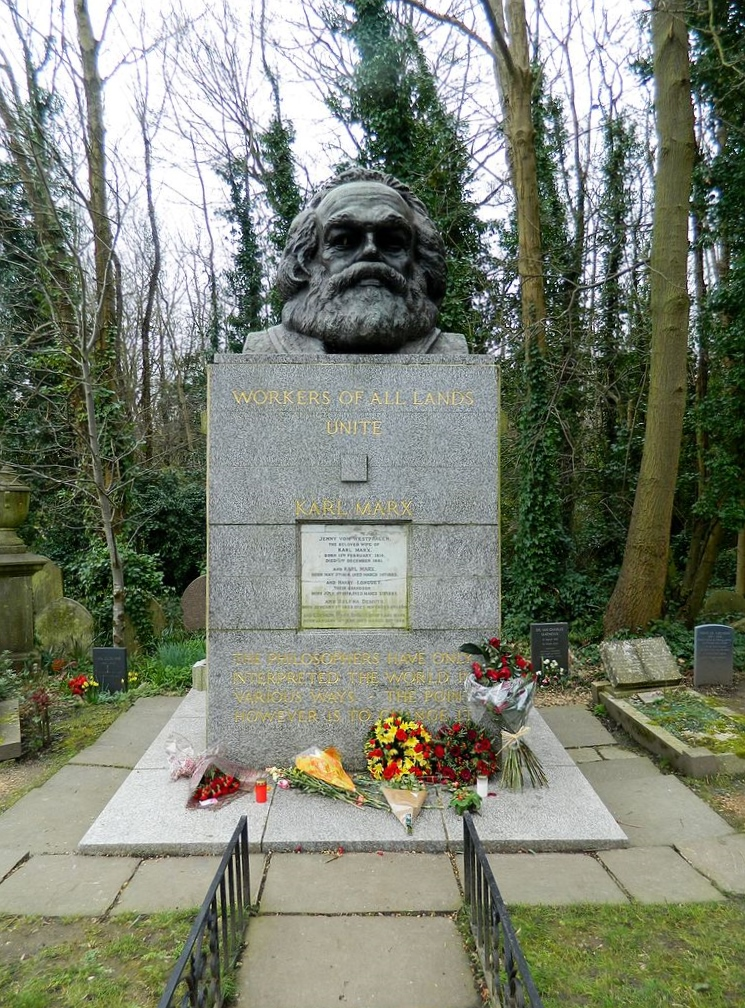
Graf van Karl Marx, de buste is een latere toevoeging

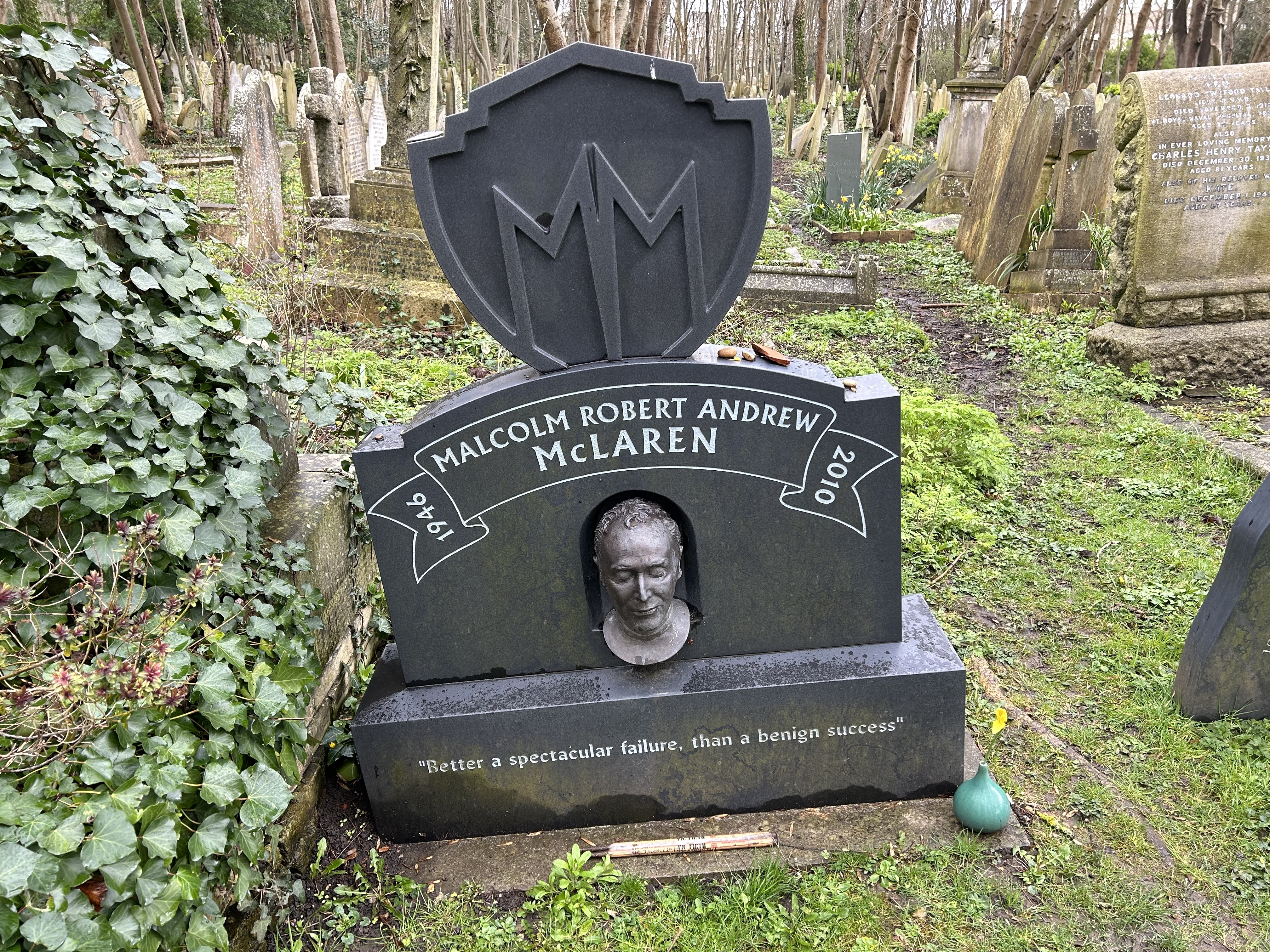
Grafsteen van Malcolm McLaren

De East Cemetery herbergt het graf van Karl Marx (1818-1883). Het ligt op een prominente plaats en is versierd met een bronzen buste. De spreuk "Arbeiders aller landen, verenigt u", afkomstig uit het Communistisch Manifest, is in graniet uitgehouwen en siert het graf, dat door vrijwel iedere communistische leider ter wereld werd bezocht. Daaronder staat de nr. 11 van de Stellingen over Feuerbach.
Andere bekende Engelsen die hier begraven liggen, zijn schrijfster George Eliot (1819-1880) en filosoof en wetenschapper Herbert Spencer (1820-1903).

### Bekende personen op East Cemetery
- Anatoli Koeznetsov, schrijver uit de Sovjet-Unie
- Douglas Adams, schrijver van onder andere The Hitchhiker's Guide to the Galaxy
- Diane Cilento, Australisch actrice en schrijfster
- William Kingdon Clifford, wiskundige en filosoof
- George Eliot (Mary Ann Evans - de naam op het graf is Mary Ann Cross), schrijfster, levenspartner van de ernaast begraven George Henry Lewes, Engels filosoof en criticus
- Eric Hobsbawm, historicus
- Bert Jansch, Schots folkmuzikant
- Anna Mahler, beeldhouwer en dochter van Gustav Mahler en Alma Schindler
- Karl Marx, filosoof, historicus, socioloog en econoom
- Malcolm McLaren, punk impresario en eerste manager van de Sex Pistols
- Corin Redgrave, acteur en politiek activist
- Sir Ralph Richardson, acteur
- Herbert Spencer, Brits socioloog, filosoof en antropoloog
- Sir Leslie Stephen, criticus, vader van Virginia Woolf and Vanessa Bell
- Radclyffe Hall, dichter en schrijver (o.a. van de eerste lesbische roman, The Well of Loneliness)